# Oplatocera mitonoi
Oplatocera mitonoi là một loài bọ cánh cứng trong họ Cerambycidae.